# Рачок Анатолій Васильович
Анатолій Васильович Рачок (1955) — генеральний директор Центру Разумкова.

## Життєпис
Народився в 1955 році у Рівненській області. Закінчив факультет романо-германської філології в Київському державному університеті імені Тараса Шевченка (1979).

## Кар'єра
- 1981–1989 — працював у Головному управлінні з охорони державних таємниць у пресі при Раді Міністрів Української РСР;
- 1989–1990 — заступник директора Київської філії московської штаб-квартири Міжнародної асоціації детективного і політичного роману;
- 1990–1994 — заступник голови правління підприємства «Інформ ВТ сервіс»;
- 1994–1999 — заступник директора Представництва Фонду Конрада Аденауера в Україні;
- з грудня 1999 р. — генеральний директор Центру Разумкова[2].